# Sellnickochthonius plumosus
Sellnickochthonius plumosus är en kvalsterart som beskrevs av Subías och Gil-Martín 1991. Sellnickochthonius plumosus ingår i släktet Sellnickochthonius och familjen Brachychthoniidae. Inga underarter finns listade i Catalogue of Life.